# Музеум (станція метро)
50°04′48″ пн. ш. 14°25′51″ сх. д. / 50.08000° пн. ш. 14.43083° сх. д.
Музеум (чеськ. Muzeum, музей) — станція Празького метрополітену.

## Лінія C
Станція  розташована на лінії C. Відкрита 9 травня 1974 року у складі першої черги празького метро.

### Характеристика
Станція однопрогінна (глибина закладення: 10 м) з однією острівною платформою, 194 метри завдовжки. Для підйому в вестибюль — два ескалатори та сходи. Для людей з обмеженими фізичними можливостями є ліфт, вхід в який розташований на вул. Вашингтонській.

## Лінія A
Розташована між станціями «Мустек» і «Наместі Миру». Була відкрита 12 серпня 1978 року у складі пускової дільниці лінії A.

### Характеристика
Конструкція станції — пілонна трисклепінна глибокого закладення (глибина — 34 м) з однією острівною платформою. Пасажирський ліфт для цієї станції розташований поруч на північ від Національного музею.

## Фотографії

Лінія C
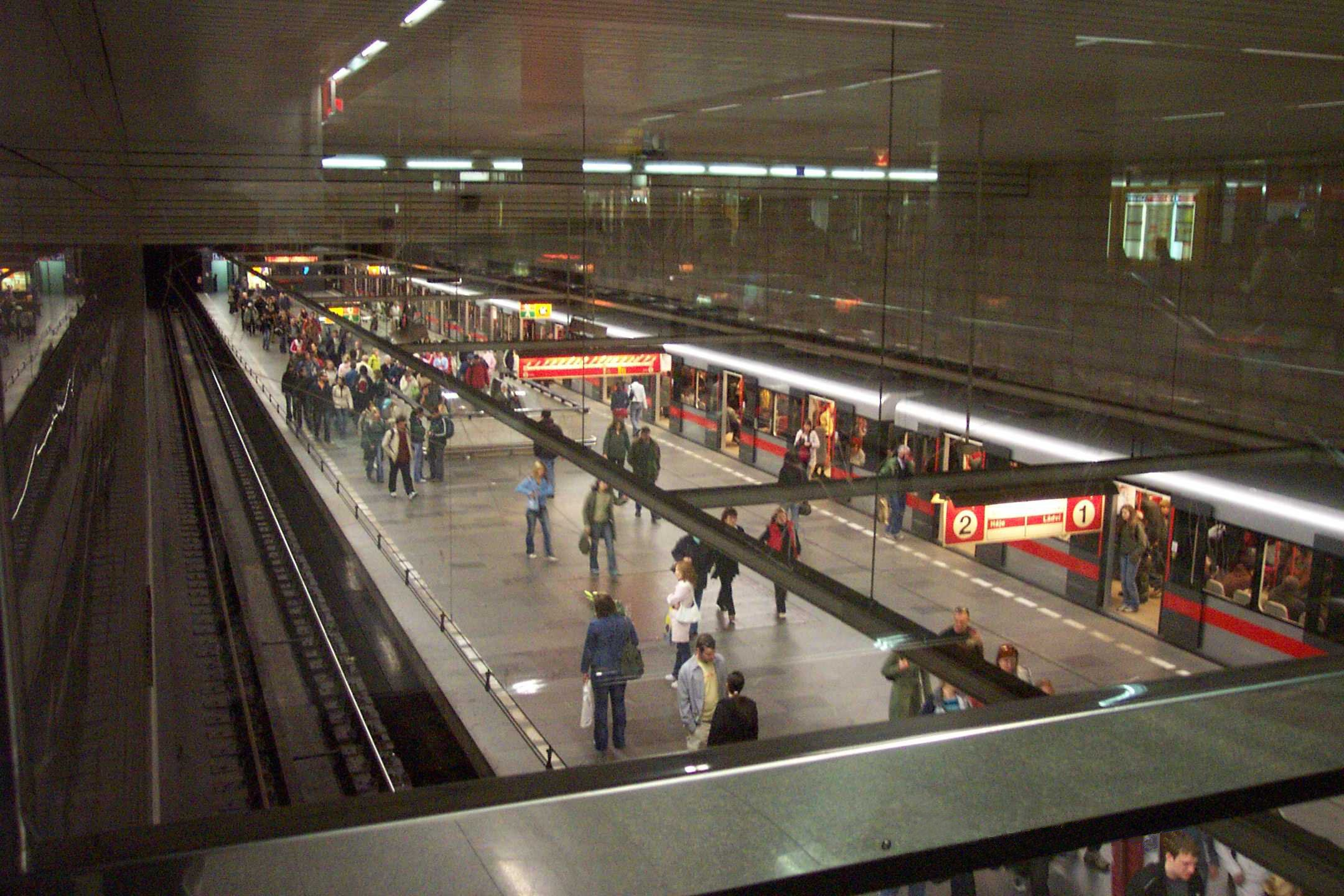
Вигляд згори

## Повінь 2002 року
У серпні 2002 року був затоплений тільки зал лінії А. Зал лінії С залишився цілим, так як вода до неї не дійшла. Потерпілий від повені зал лінії А відкрився після ремонту, в кінці 2002 року.